# Donnezac
Donnezac település Franciaországban, Gironde megyében. Lakosainak száma 929 fő (2022. január 1.). Donnezac Bussac-Forêt, Corignac, Montendre, Saint-Savin, Reignac, Souméras és Val-de-Livenne községekkel határos.

## Népesség
A település népességének változása:
| Lakosok száma | 825  | 781  | 780  | 806  | 882  | 892  | 899  | 915  | 925  | 929  |
|               | 1968 | 1982 | 1990 | 2006 | 2013 | 2015 | 2017 | 2019 | 2020 | 2022 |